# (2173) Маресьев
(2173) Маресьев (лат. Maresjev) — типичный астероид главного пояса, открыт 22 августа 1974 года советским астрономом Людмилой Журавлёвой в Крымской астрофизической обсерватории и 1 апреля 1980 года назван в честь советского военного лётчика, Героя Советского Союза Алексея Маресьева.

## Обнаружение и именование
(2173) Маресьев
Открыт 22 августа 1974 года в Крымской астрофизической обсерватории Л. В. Журавлёвой.
Назван в честь ветерана войны Алексея Петровича Маресьева, чей героический подвиг описан в произведении Б. Полевого “Повесть о настоящем человеке”.
Оригинальный текст (англ.)2173 Maresjev
Discovered 1974 Aug. 22 by L. V. Zhuravleva at the Crimean Astrophysical Observatory.
Named in honor of Alexej Petrovich Maresjev, a war veteran whose heroic deed is described in B. Polevoj's novel “Story about a True Man”.
Источник: M.P.C. 5285.

## Орбита

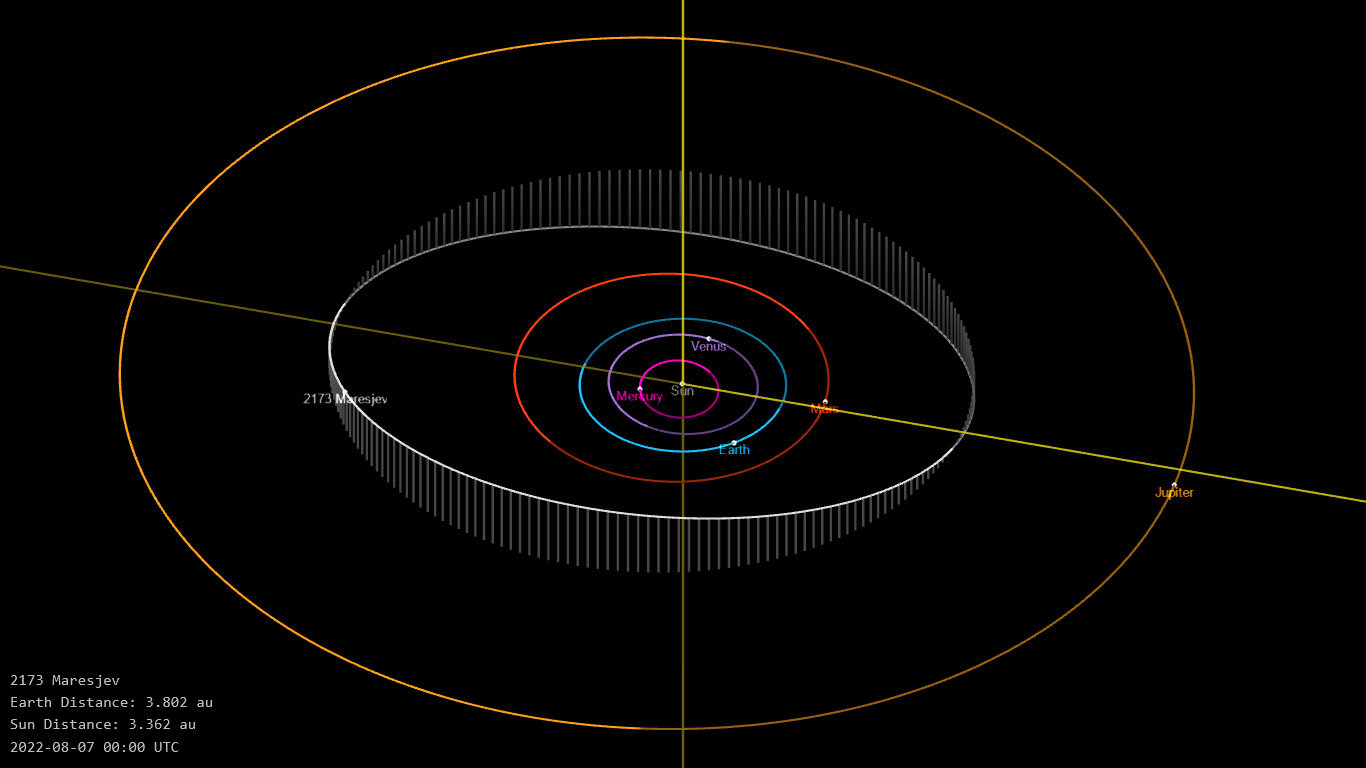
Орбита астероида Маресьев и его положение в Солнечной системе

## Физические характеристики
Астероид относится к таксономическому классу C.
По результатам наблюдений в видимом и ближнем инфракрасном диапазоне космического телескопа NEOWISE и наблюдений в инфракрасном диапазоне спутника Akari диаметр астероида сначала оценивался равным 29,265±0,242 км, позже — 27,90±0,61 км, 20,61±6,86 км, 28,324±0,226 км. Согласно тем же источникам альбедо оценивается как 0,0568±0,0138, 0,068±0,004, 0,11±0,05 и 0,061±0,010.